# 姬路競馬場
姬路競馬場（日語：姬路競馬場），正式名稱姬路公園競馬場（日語：姬路公園競馬場）是位於日本兵庫縣姬路市的競馬場。此競馬場由隸屬地方競馬的兵庫縣競馬組合營運，可容納15,400名觀衆。

## 歷史
1947年，於兵庫縣市村青木（今南淡路市市青木）建立淡路競馬場，為現今姬路競馬場的前身。
1949年，淡路競馬場因地理位置不佳導致入場因素過少，收入不足下關閉，因而被遷移至現在地。
2004年12月，場內的大型屏幕正式完工。
2013年，由此年開始未再舉辦賽事。
2018年12月，大型屏幕更新至第二代。
2020年1月15日，重新開始舉辦賽事。
2021年，因同屬兵庫縣競馬組合的園田競馬場部分設施進行翻新工程，因而舉辦賽事的日子增加。

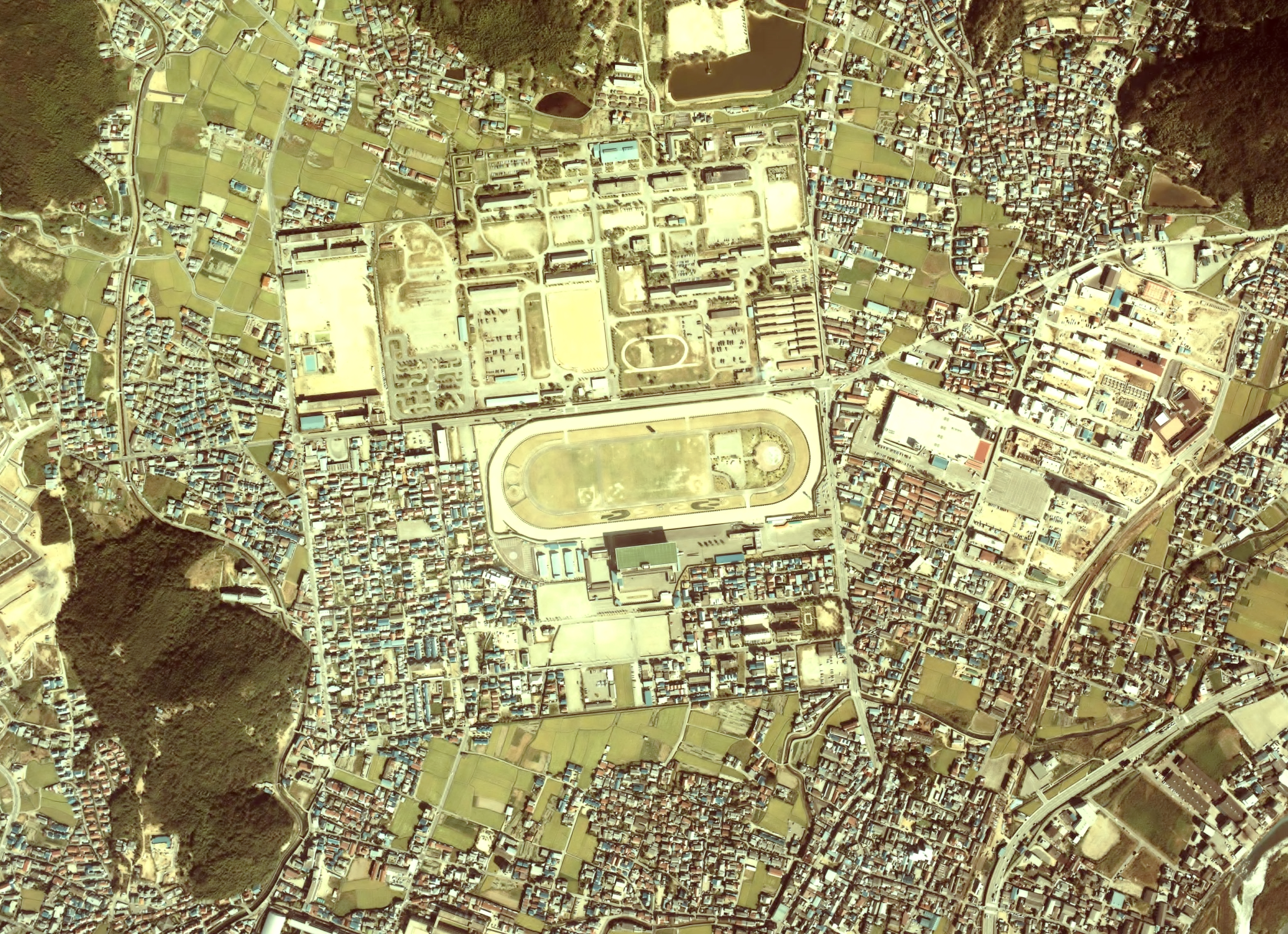
姬路競馬場鳥瞰圖，攝於1980年

## 跑道
泥地跑道全場1200.0米，闊度23米，直路230米。

### 賽事距離
泥地跑道：800米、1400米、1500米、1800米、2000米

### 賽道記錄

#### 泥地
| 距離   | 時間   | 馬匹           | 性齡 | 負重 | 騎師     | 練馬師   | 紀錄創造日 | 賽事級別 | 賽事名稱         |
| ------ | ------ | -------------- | ---- | ---- | -------- | -------- | ---------- | -------- | ---------------- |
| 900米  | 0:48.5 | Hokuzan Field  | 雄2  | 54   | 清水貴行 | 橋本忠男 | 25/7/2001  |          | 2歲賽            |
| 1400米 | 1:26.3 | A Shin B Cells | 雄6  | 54   | 田中學   | 橋本忠男 | 5/7/2012   |          | 兵庫馬事蓄產特別 |
| 1500米 | 1:33.0 | Moere Treasure | 雄6  | 55   | 永島太郎 | 曾和直榮 | 11/7/2007  |          | 東芝照明賞       |
| 1800米 | 1:55.7 | Best Run       | 雌6  | 53   | 松平幸秀 | 飯田良弘 | 12/7/2012  |          | 日本之臍特別     |
| 2000米 | 2:11.1 | Redstone       | 雄4  | 56   | 倉地學   | 角田輝也 | 1/3/2006   |          | 六甲盃           |

## 交通
乘搭神姬巴士於競馬場前站下車。從西日本旅客鐵道野里站步行10分鐘。
在賽事舉行期間，亦有免費穿梭巴士來往競馬場及西日本旅客鐵道姬路站。

## 主要賽事

### 兵庫一級重賞
白鷺賞（白鷺賞），泥地2000米，4歲或以上兵庫、佐賀、高知、東海、石川所屬馬。
兵庫冬季盃（兵庫ウインターカップ ），泥地1400米，4歲或以上地方所屬馬。

### 兵庫二級重賞
兵庫青年盃（兵庫ユースカップ），泥地1400米，3歲兵庫、佐賀、高知、東海、石川所屬馬。
兵庫女王選拔賽（兵庫クイーンセレクション），泥地1400米，4歲或以上兵庫、佐賀、高知、東海、石川所屬馬。

## 外部連結
- 维基共享资源上的相關多媒體資源：姬路競馬場
- 兵庫縣競馬組合 （页面存档备份，存于）

34°51′22.6″N 134°42′4.4″E / 34.856278°N 134.701222°E